# Lijst van Lamprophiidae
Onderstaand een lijst van alle soorten slangen uit de familie Lamprophiidae. Er zijn 86 verschillende soorten die verdeeld zijn in zeventien geslachten. Hiervan zijn zes geslachten monotypisch, wat betekent dat ze slechts door een enkele soort worden vertegenwoordigd. De lijst is gebaseerd op de Reptile Database.
- Soort Boaedon angolensis
- Soort Boaedon bocagei
- Soort Boaedon branchi
- Soort Boaedon capensis
- Soort Boaedon fradei
- Soort Boaedon fuliginosus
- Soort Boaedon lineatus
- Soort Boaedon littoralis
- Soort Boaedon longilineatus
- Soort Boaedon maculatus
- Soort Boaedon olivaceus
- Soort Boaedon paralineatus
- Soort Boaedon perisilvestris
- Soort Boaedon radfordi
- Soort Boaedon subflavus
- Soort Boaedon upembae
- Soort Boaedon variegatus
- Soort Boaedon virgatus
- Soort Bothrolycus ater
- Soort Bothrophthalmus brunneus
- Soort Bothrophthalmus lineatus
- Soort Chamaelycus christyi
- Soort Chamaelycus fasciatus
- Soort Chamaelycus parkeri
- Soort Dendrolycus elapoides
- Soort Gonionotophis brussauxi
- Soort Gonionotophis grantii
- Soort Gonionotophis klingi
- Soort Gracililima nyassae
- Soort Hormonotus modestus
- Soort Inyoka swazicus
- Soort Lamprophis abyssinicus
- Soort Lamprophis aurora
- Soort Lamprophis erlangeri
- Soort Lamprophis fiskii
- Soort Lamprophis fuscus
- Soort Lamprophis geometricus
- Soort Lamprophis guttatus
- Soort Limaformosa capensis
- Soort Limaformosa chanleri
- Soort Limaformosa crossi
- Soort Limaformosa guirali
- Soort Limaformosa savorgnani
- Soort Limaformosa vernayi
- Soort Lycodonomorphus bicolor
- Soort Lycodonomorphus inornatus
- Soort Lycodonomorphus laevissimus
- Soort Lycodonomorphus leleupi
- Soort Lycodonomorphus mlanjensis
- Soort Lycodonomorphus obscuriventris
- Soort Lycodonomorphus rufulus
- Soort Lycodonomorphus subtaeniatus
- Soort Lycodonomorphus whytii
- Soort Lycophidion acutirostre
- Soort Lycophidion albomaculatum
- Soort Lycophidion capense
- Soort Lycophidion depressirostre
- Soort Lycophidion hellmichi
- Soort Lycophidion irroratum
- Soort Lycophidion laterale
- Soort Lycophidion meleagre
- Soort Lycophidion multimaculatum
- Soort Lycophidion namibianum
- Soort Lycophidion nanum
- Soort Lycophidion nigromaculatum
- Soort Lycophidion ornatum
- Soort Lycophidion pembanum
- Soort Lycophidion pygmaeum
- Soort Lycophidion semiannule
- Soort Lycophidion semicinctum
- Soort Lycophidion taylori
- Soort Lycophidion uzungwense
- Soort Lycophidion variegatum
- Soort Mehelya egbensis
- Soort Mehelya gabouensis
- Soort Mehelya laurenti
- Soort Mehelya poensis
- Soort Mehelya stenophthalmus
- Soort Micrelaps bicoloratus
- Soort Micrelaps muelleri
- Soort Micrelaps vaillanti
- Soort Montaspis gilvomaculata
- Soort Pseudoboodon boehmei
- Soort Pseudoboodon gascae
- Soort Pseudoboodon lemniscatus
- Soort Pseudoboodon sandfordorum